# Bertholdia steinbachi
Bertholdia steinbachi är en fjärilsart som beskrevs av Rothschild 1909. Bertholdia steinbachi ingår i släktet Bertholdia och familjen björnspinnare. Inga underarter finns listade i Catalogue of Life.